# Хвані
Хвані (груз. ხვანი) — село в Грузії.
За даними перепису населення 2014 року в селі проживає 163 особи.